# Carolina (San Miguel)
Carolina è un comune del dipartimento di San Miguel, in El Salvador.